# Lobo (Dell Comics)
Lobo è stato un personaggio dei fumetti western degli anni sessanta, noto per essere il primo personaggio  afroamericano ad avere una propria serie.
Creato dallo scrittore D. J. Arneson e dal disegnatore Tony Tallarico, è apparso su Lobo nn. 1-2 nel dicembre 1965 e settembre 1966 della Dell Comics.
Il 19 maggio 2006 il Temple University College of Arts and Sciences ha conferito a Tallarico il "Pioneer Award for Lifetime Achievement in the Comics and Books Industries" per aver creato il primo fumetto avente come protagonista un afroamericano.

## Personaggio
Lobo è un pistolero afroamericano senza nome chiamato "Lobo" dai suoi nemici, il quale lascia sulla fronte dei criminali sconfitti come biglietto da visita una moneta d'oro avente l'immagine di un lupo (lobo in spagnolo) e la lettera "L".